# Közép-európai tanulmányok

A közép-európai tanulmányok (angolul: Central European Studies) egy interdiszciplináris tudományterület, amely a Közép-Európához tartozó országok történelmét, kultúráját, politikáját, gazdaságát és társadalmi folyamatait vizsgálja. A diszciplína nagy hangsúlyt fektet a régiós összefüggésekre, az államok közötti kapcsolatokra és a közös történelmi tapasztalatokra.

## Története
A közép-európai tanulmányok tudományos megközelítése a 20. század második felében alakult ki, különösen a hidegháború időszakában, amikor a régió politikai és gazdasági helyzete kiemelt figyelmet kapott. Az 1989-es rendszerváltások után megnövekedett az érdeklődés a térség demokratizálódási folyamatai, az európai integráció és a posztkommunista átalakulások iránt.

## Főbb kutatási területek
- Történelem – A Habsburg Monarchia, a lengyel-litván állam, a Szovjetunió befolyása, a rendszerváltások folyamatai.
- Politika – Közép-európai demokratizálódás, EU-integráció, kormányzati rendszerek és politikai kultúra.
- Gazdaság – A tervgazdaság és piacgazdaság közötti átmenet, a globalizáció hatása a régióra.
- Társadalom – Kisebbségi kérdések, migrációs folyamatok, kulturális és nyelvi sokszínűség.
- Kultúra – Irodalom, művészet, vallás és identitás.

## Közép-Európa meghatározása
A közép-európai tanulmányok egyik kulcskérdése a régió földrajzi és kulturális határainak meghatározása. A legtöbb kutatás Csehországot, Szlovákiát, Lengyelországot, Magyarországot és Ausztriát tekinti a régió magrészének, de sokszor beleértik Szlovéniát, Romániát, Horvátországot és a Baltikumot is.

## Egyetemi programok
Számos európai és amerikai egyetem kínál közép-európai tanulmányok szakokat, ahol a hallgatók a régió nyelveit, politikai rendszereit és kultúráját tanulmányozhatják. Kiemelkedő programokat találunk Budapesten (Közép-európai Egyetem), Prágában, Krakkóban és Bécsben.

## Kapcsolódó tudományterületek
A közép-európai tanulmányok szorosan kapcsolódik a történelem, politológia, szociológia, kulturális antropológia és nyelvészet diszciplínáihoz.